# Udsalg
Udsalg indebærer indenfor detailhandel, at en butik i en kortere perioder sælger en mængde varer til stærkt reducerede priser. Idet udsalg ofte finder sted sommer og vinter kaldes det også sæsonudsalg. Hovedreglen er, at betegnelsen udsalg kun må anvendes, hvis butikken i forvejen har ført varerne i sit sortiment og solgt dem til en højere pris. Endelig må butikken ikke tilføre nye varer til udsalget undervejs. Formålet med udsalget er, ikke mindst indenfor tøjbranchen, at få den nuværende sæsons varer realisteret, således at butikken har plads til næste sæsons varer.
Indtil 2001 var udsalgsperioderne lovbestemte i Danmark, men har siden har detailhandelen selv måttet bestemme hvornår den vil holde udsalg. Det sker i dag typisk i starten af januar samt i juni eller juli måned. Der gælder samme rettigheder for varer købt under udsalg som varer købt til normalpris, med mindre butikken eksplicit gør opmærksom på andet. Ofte vil man have en begrænset bytteret under udsalg, idet udsalget kun varer en kort periode.
Andre typer af udsalg omfatter ophørsudsalg eller brandudsalg.